# Aeolesthes curticornis
Aeolesthes curticornis är en skalbaggsart som beskrevs av Hüdepohl 1988. Aeolesthes curticornis ingår i släktet Aeolesthes och familjen långhorningar. Inga underarter finns listade i Catalogue of Life.